# Claus Clausen
Claus Clausen (Eisenach, 15 agosto 1899 – Essen, 25 novembre 1989) è stato un attore tedesco.

## Biografia
Figlio dello scrittore Ernst Clausen (1861-1912), nacque nel 1899 a Eisenach. Soldato nella prima guerra mondiale, dopo aver lasciato la scuola nel 1920 fece il suo debutto teatrale al Nationaltheater di Weimar.

## Filmografia
La filmografia è completa.
- Scapa Flow, regia di Léo Lasko (1930)
- Westfront (Westfront 1918), regia di Georg Wilhelm Pabst (1930)
- Cyankali, regia di Hans Tintner (1930)
- Lo scandalo di Eva (Skandal um Eva), regia di Georg Wilhelm Pabst (1930)
- Montagne in fiamme (Berge in Flammen), regia di Luis Trenker e Karl Hartl (1931)
- Doomed Battalion, regia di Cyril Gardner (1932)
- Hitlerjunge Quex: Ein Film vom Opfergeist der deutschen Jugend, regia di Hans Steinhoff (1933)
- Rivalen der Luft - Ein Segelfliegerfilm, regia di Frank Wisbar (1934)
- I due re (Der alte und der junge König - Friedrichs des Grossen Jugend), regia di Hans Steinhoff (1935)
- Il ribelle della montagna (Der Feuerteufel), regia di Luis Trenker (1940)
- L'incrociatore Dresda (Ein Robinson), regia di Arnold Fanck (1940)
- La mia vita per l'Irlanda (Mein Leben für Irland), regia di Max W. Kimmich (1941)
- Il grande re (Der große König ), regia di Veit Harlan (1942)
- Der Verteidiger hat das Wort, regia di Werner Klingler (1944)
- La cittadella degli eroi (Kolberg), regia di Veit Harlan e (non accreditato) Wolfgang Liebeneiner (1945)
- I lupi mannari (The Devil Makes Three), regia di Andrew Marton (1952)
- Il cavaliere di Gerusalemme (Der Cornet - Die Weise von Liebe und Tod), regia di Walter Reisch (1955)
- Vor 100 Jahren fing es an, regia di Erich Menzel (1956)
- 30. Januar 1945, regia di Veit Harlan (1965)

### TV
- Das Land der Verheißung, regia di Otto Kurth (1960)
- Troilus und Cressida, regia di Hans Schalla (1964)
- Der arme Mann Luther, regia di Franz Peter Wirth (1965)
- Der Kandidat, regia di Klaus Wagner (1965)
- Das heilige Experiment, regia di Rainer Wolffhardt (1966)
- Bel Ami, regia di Helmut Käutner (1968)
- Die Bürger von Calais, regia di Heribert Wenk e Wilhelm Speidel (1968)